# Liberty Heights
Liberty Heights è un film del 1999 scritto e diretto da Barry Levinson.
È un film semi-biografico ispirato all'infanzia del regista passata a Baltimora, sua città natale.

## Trama
Anni cinquanta, la famiglia ebrea Kurtzmans, composta da Nate, il capofamiglia che gestisce un teatro burlesque e un banco del lotto, la moglie Ada, casalinga che si prende cura della casa e dei due figli, Van e Ben.
Ben intreccia una relazione con una ragazza di colore, e in quegli anni la cosa non era vista di buon occhio, mentre Van instaura una relazione con una ragazza dell'alta società. I due fratelli dovranno districarsi in un mondo fatto di barriere razziali e classiste.